# Evert Westra
Evert Westra (Groningen, 1921 - 12 maart 2011) was een Nederlands kerkmusicus. Hij studeerde aan het Utrechts Conservatorium (onder andere bij George Stam).
Van 1949 tot 1992 was hij cantor-organist van de Nieuwe Kerk in Groningen. De cantorij verleende gewoonlijk medewerking aan de erediensten in de Nieuwe Kerk. Ook internationaal concerteerde de cantorij: Bremen, Oost- en West-Berlijn, Herning, Uppsala, Edinburgh, Avignon en Parijs. In Nederland werd Westra bekend door zijn activiteiten op het terrein van de protestantse kerkmuziek. Daarvoor ontving hij in 1963 de Culturele prijs van de provincie Groningen.
Voor de NCRV verzorgde hij vanaf 1958 vanuit de Nieuwe Kerk een aantal radioprogramma’s. In 1965 voerde hij als eerste in Nederland de reconstructie van de Markuspassion van Bach voor de radio uit. Zijn composities omvatten liedbewerkingen en motetten. Ook componeerde hij een Marcuspassion, een Johannespassie en De verloren zoon. Hij was gedurende zestien jaar secretaris van de Commissie voor de Kerkmuziek van de Nederlandse Hervormde Kerk. Die commissie initieerde in het land cursussen voor cantores en organisten (Testimonia I, II en III).
Van 1958 tot 1983 was hij als docent muzikale vorming verbonden aan de ‘Nijenborg’, de christelijke opleiding voor leraren basisonderwijs, te Groningen. Via zijn studenten oefende hij een sterke invloed uit op het zangonderwijs in de christelijke basisscholen.

## Publicaties
- 1966 Uit Sions zalen. Een kerkmuzikale handreiking;
- 1979 Het jaar rond. Leren zingen uit het Liedboek voor de kerken;
- 1983 Kerk voor Jan Rap en zijn maat. Geschiedenis van de Nieuwe- of Noorderkerk te Groningen.

Na zijn pensionering in 1983 richtte Westra zich op de lokale geschiedenis en schreef enkele kleinere studies: 
- Sint Bernard in de Klei. Het verhaal van het klooster te Aduard;
- Dorkwerd/Wierum. Het verhaal van twee gehuchten in samenhang met het klooster te Selwerd;
- ’t Weemhoes. Het verhaal van de oude Groninger pastorieboerderijen.

- International Standard Name Identifier: 0000 0000 5416 1767
- Library of Congress Control Number: no2006120952
- Nederlandse Thesaurus van Auteursnamen: 069505942
- Système universitaire de documentation: 083564500
- Virtual International Authority File: 7155835
- WorldCat: E39PBJbMc69vwBBMy6M9W8b8G3